# 福洛尼卡
福洛尼卡（義大利語：Follonica），是意大利格罗塞托省的一个市镇。总面积55.84平方公里，人口22142人，人口密度396.5人/平方公里（2009年）。ISTAT代码为053009。